# 3,4-Metylenodioksyfenylopropan-2-on
3,4-Metylenodioksyfenylopropan-2-on (MDP2P) – organiczny związek chemiczny, prekursor używany do syntezy MDMA i MDEA. MDP2P zwykle otrzymuje się z safrolu i izosafrolu.